# Hanna Schramm-Klein
Hanna Schramm-Klein (* 1974 in Bad Gandersheim) ist eine deutsche Wirtschaftswissenschaftlerin, Hochschullehrerin und seit 2009 Professorin an der Universität Siegen.

## Leben
Hanna Schramm-Klein wurde 1974 in Bad Gandersheim geboren. In Seesen am Harz besuchte sie das Jacobson-Gymnasium.
Schramm-Klein studierte Betriebswirtschaftslehre und Internationale Wirtschaft an der Justus-Liebig-Universität Gießen. Sie wechselte 1998 an die Universität des Saarlandes in Saarbrücken, wo sie als wissenschaftliche Mitarbeiterin bei Joachim Zentes am Lehrstuhl für Betriebswirtschaftslehre, insbesondere Außenhandel und Internationales Management und zugleich am Institut für Handel & Internationales Marketing arbeitete. 2003 promovierte sie mit einer Arbeit über Multi-Channel-Retailing. Nach fünf Jahren Assistentin bei Zentes habilitierte sie mit der Arbeit „Standortstrategien von Handelsunternehmen – Eine Analyse aus Konsumenten- und Unternehmensperspektive“.
Seit 2009 ist sie Inhaberin der Professur für Marketing an der Universität Siegen. Von 2010 bis 2019 war sie Prorektorin für Kooperationen, Internationales und Marketing an der Universität Siegen.

## Werke

### Monografien
- Multi-Channel-Retailing: Verhaltenswissenschaftliche Analyse der Wirkung von Mehrkanalsystemen im Handel. Wiesbaden: Deutscher Universitäts Verlag. ISBN 978-3-8244-7769-2 (Dissertation)
- Supply-Chain-Management und Warenwirtschaftssysteme im Handel. Mit Joachim Zentes und Joachim Hertel. Berlin: Springer Verlag 2005. ISBN 978-3-540-21916-3 (Mehrere Auflagen)
- Handelsmonitor 2005/2006: Expansion – Konsolidierung – Rückzug : Trends, Perspektiven und Optionen im Handel. Mit Joachim Zentes und Michael Neidhart. Frankfurt am Main: Deutscher Fachverlag 2005. ISBN 978-3-86641-113-5
- Internationales Marketing. Mit Joachim Zentes und Bernhard Swoboda. München: Vahlen 2006. ISBN 978-3-8006-3283-1. (Mehrere Auflagen)
- Strategic Retail Management  Text and International Cases. Mit Joachim Zentes und Dirk Morschett. Wiesbaden: Gabler Verlag 2007. ISBN 978-3-8349-0287-0 (Mehrere Auflagen)
- Strategic International Management  Text and Cases. Mit Joachim Zentes und Dirk Morschett. Wiesbaden: Gabler Verlag 2009. ISBN 978-3-8349-1488-0 (Mehrere Auflagen)
- Käuferverhalten: Grundlagen – Perspektiven – Anwendungen. Mit Thomas Foscht und Bernhard Swoboda. Springer Gabler 2015. ISBN 978-3-658-08548-3
- Handelsmonitor: Retail Branding: Handelsunternehmen als Marken : enorme Bedeutung und vielfache Effekte. Mit Bernhard Swoboda und Julia Weindel. Frankfurt am Main: dfv´Mediengruppe Fachbuch / Deutscher Fachverlag 2016. ISBN 978-3-86641-317-7
- Handelsmanagement : Offline-, Online- und Omnichannel-Handel. Mit Bernhard Swoboda und Thomas Foscht. München: Verlag Franz Vahlen 2018. ISBN 978-3-8006-5352-2 (Mehrere Auflagen)
- Handelsmonitor: Mega-Trends 2030+ : der Handel auf dem Weg in ein neues Zeitalter. Mit Thomas Foscht, Dirk Moschett, Hanna Schramm-Klein und Bernhard Swoboda. Frankfurt am Main: dfv´Mediengruppe Fachbuch 2020. ISBN 978-3-86641-332-0

### Herausgeberschaften
- Handbuch Handel: Strategien – Perspektiven – Internationaler Wettbewerb. Mit Joachim Zentes, Bernhard Swoboda und Dirk Moschett.  Springer Gabler 2006. ISBN 978-3409142984
- Außenhandel: Marketingstrategien und Managementkonzepte. Mit Joachim Zentes und Dirk Moschett. Frankfurt am Main: Gabler Verlag 2012. ISBN 978-3322890375
- European Retail Research: 2012, Volume 26, Issue II. Frankfurt am Main: Gabler Verlag 2013. ISBN 978-3658007164